# Société l’Énergie
Die Société l’Énergie war ein französischer Hersteller von Automobilen.

## Unternehmensgeschichte
Das Unternehmen aus Paris begann 1899 unter der Leitung von M. Renaux mit der Produktion von Automobilen. 1902 endete die Produktion. Zunächst lautete der Markenname Énergie, ab 1901 Renaux.

## Fahrzeuge

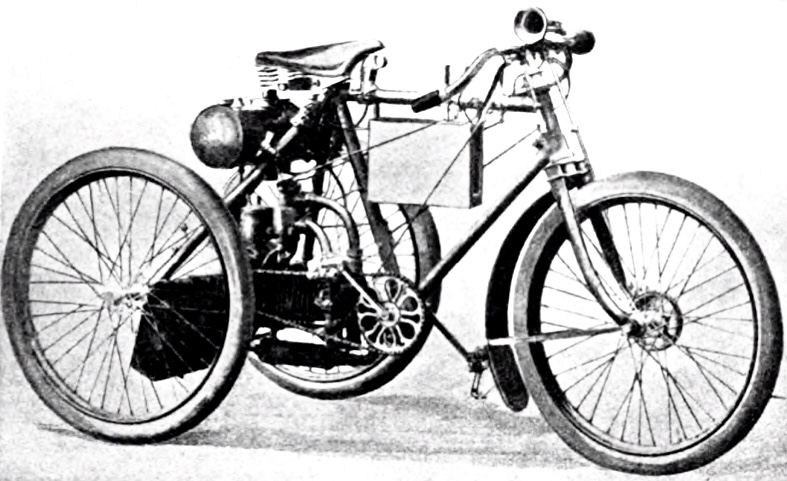
Renaux Tricycle 3 HP

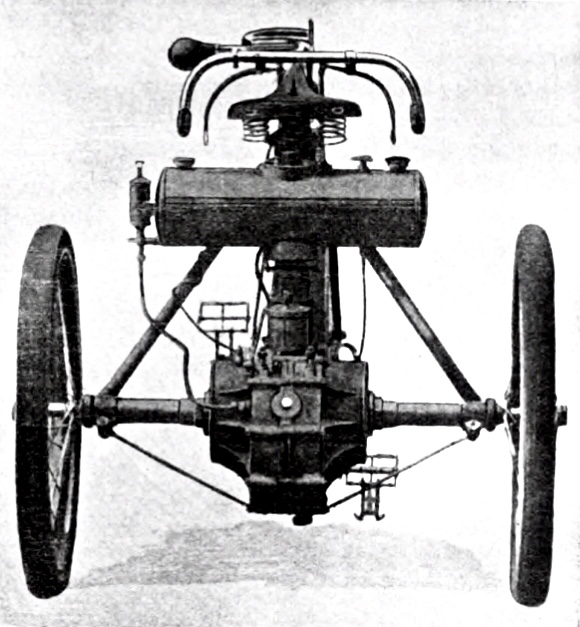
Renaux Tricycle 3 HP um 1900

Das wichtigste Modell war das Tricycle, ein Dreirad mit 3 HP. Beim Rennen Paris nach Malo konnte eine Geschwindigkeit von 52 km/h erzielt werden. Außerdem gab es ab 1901 einen Kleinwagen mit einem Einzylinder-Einbaumotor von Buchet mit 8 PS Leistung. Der Motor war vorne im Fahrzeug montiert und trieb über eine Kardanwelle die Hinterachse an.